# لوبومیر فلدک
لوبومیر فلدک (انگلیسی: Ľubomír Feldek؛ زادهٔ ۹ اکتبر ۱۹۳۶) شاعر، نویسنده، نمایشنامه نویس و مترجم اهل کشور اسلواکی است. او با «اولگا فلدکووا» ازدواج کرده‌است. فلدک نویسنده چندین کتاب شعر، رمان Van و چندین نمایشنامه است. او آثار شاعران مدرن جهان (الکساندر بلوک، ولادیمیر مایاکوفسکی یا گیوم آپولینر) و همچنین نمایشنامه‌های کلاسیک (مانند آثار سوفوکل و ویلیام شکسپیر) را ترجمه می‌کند. او همچنین چند کتاب برای کودکان نوشته‌است. در ژانویه ۱۹۸۹ او به دستگیری واتسلاف هاول اعتراض کرد و یک مانیفست سیاسی را امضا کرد.